# Angustalius
Angustalius is een geslacht van vlinders van de familie grasmotten (Crambidae).

## Soorten
- A. besucheti (Błeszyński, 1963)
- A. ditaeniellus Marion, 1954
- A. hapaliscus (Zeller, 1852)
- A. malacellus (Duponchel, 1836)
- A. philippiellus Viette, 1970